# Сергеєв Юрій Анатолійович
Юрій Анатолійович Сергеєв (нар. 5 лютого 1956, Ленінакан, Вірменська РСР, СРСР) — український дипломат. Надзвичайний і Повноважний Посол України.

## Життєпис
Народився 5 лютого 1956 в Ленінакані, Вірменія. Навчався в Київському вищому загальновійськовому училищі ім. М. В. Фрунзе. У 1981 році закінчив Київський державний університет ім. Т. Шевченка, філолог-викладач. Кандидат філологічних наук, доцент. Професор Єльсьського університету.
Володіє іноземними мовами: англійською, російською, французькою.
З 1981 по 1989 — асистент кафедри філологічного факультету Київського державного університету ім. Т. Г. Шевченка.
З 1989 по 1992 — доцент кафедри філологічного факультету, заступник директора Інституту українознавства при Київському державному університеті ім. Т. Г. Шевченка.
З квітня 1992 по вересень 1993 — керівник Прес-центру МЗС України.
З вересня 1993 по серпень 1994 — начальник Управління інформації МЗС України.
З серпня по грудень 1994 — керівник Секретаріату Міністра закордонних справ України.
З грудня 1994 по січень 1997 — начальник Управління інформації МЗС України.
З січня по листопад 1997 — радник-посланник Посольства України у Великій Британії та Північній Ірландії.
З 6 листопада 1997 по 15 грудня 2000 — Надзвичайний і Повноважний Посол України у Греції.
З 20 серпня 1999 по 15 грудня 2000 — Надзвичайний і Повноважний Посол України в Албанії за сумісництвом.
З грудня 2000 по лютий 2001 — керівник Головного управління з питань зовнішньої політики Адміністрації Президента України.
З лютого по липень 2001 — перший заступник Міністра закордонних справ України.
З липня 2001 по березня 2003 — Державний секретар МЗС України.

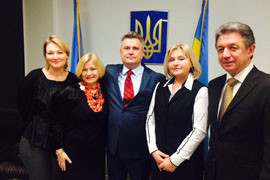
У приміщенні Постпредства України при ООН. 2015.

З 3 березня 2003 по 18 квітня 2007 — Надзвичайний і Повноважний Посол України у Франції, Постійний представник України при ЮНЕСКО.
З 18 квітня 2007 — Постійний представник України при ООН.
З 17 червня 2008 до грудня 2015 — Надзвичайний і Повноважний Посол України в Співдружності Багамських островів за сумісництвом.
9 грудня 2015 року був замінений Указом Глави держави на посаді постійного представника України при Організації Об'єднаних Націй Володимиром Єльченком.

## Дипломатичний ранг
- Надзвичайний і Повноважний Посол України (2000).